# وقاص (إربد)
وقاص منطقة سكنية تقع في لواء الأغوار الشمالية، محافظة إربد في الأردن. تنتمي المنطقة لقضاء الأغوار الشمالية الذي يضم 23 منطقة. يقدر عدد سكانها بـ 6170 نسمة حسب إحصاء 2015.

## الوصلات الخارجية
- دائرة الاحصاءات العامة